# La Edad de Oro

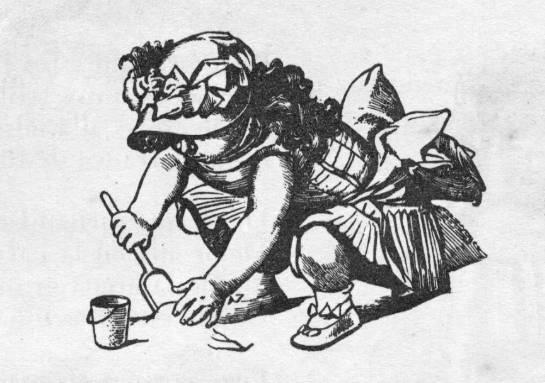
Ilustración incluida en Los Zapaticos de Rosa tomada de un libro sin texto "La journée d'un enfant" del ilustrador francés Adrien Marie.

La Edad de Oro fue una revista mensual para los niños, del cubano José Martí. La Edad de Oro mantiene su frescura, belleza y vigencia más de un siglo después, hablando a los niños en un lenguaje universal que no conoce tiempos ni distancias.
La primera revista vio la luz en julio de 1889 en Nueva York, durante el prolongado exilio de Martí en Estados Unidos, consagrado a preparar la guerra que le daría la independencia a Cuba del colonialismo español, y en la que Martí perdería la vida (1895). Además de su labor política, ejerció en ese período actividades diplomáticas a cuenta de países de América del Sur, y una inmensa labor de escritor y periodista. 
Martí solo logró publicar 4 números de la revista, pues surgieron diferencias ideológicas importantes entre él y el editor, Da Costa Gómez. 
Cada número de la revista tenía 32 páginas y contaba con bellos grabados e ilustraciones, tomados por Martí de publicaciones de diversos países (en particular, francesas)
Los textos de la revista son cuentos, ensayos y poesías que muestran ejemplarmente el humanismo e idealismo martianos. La universalidad de los valores humanos nos llega a través de un amplio espectro de temas y épocas tratadas. La Edad de Oro se propone incitar en el pequeño lector la búsqueda del conocimiento, del amor y la justicia.
Los cuatro números de la revista fueron recogidos en un libro (por primera vez en Costa Rica, 1921) con el mismo título de La Edad de Oro y se ha publicado sinnúmero de veces en diversos países. Es "piedra angular" del canon literario cubano y latinoamericano.

## Sumario del primer número. Julio de 1889
- A los niños que lean “La Edad de Oro”
- Tres héroes
- Dos milagros
- Meñique
- Cada uno a su oficio
- La Ilíada de Homero
- Un juguete nuevo y otros viejos
- Bebé y el señor Don Pomposo
- La última página

## Sumario del segundo número. Agosto de 1889
- La historia del hombre contada por sus casas
- Los dos príncipes
- Nené traviesa
- La perla de la mora
- Las ruinas indias
- Músicos, poetas y pintores
- La última página

## Sumario del tercer número. Septiembre de 1889
- La exposición de París

- El camarón encantado
- El Padre las Casas
- Los zapaticos de Rosa
- La última página

## Sumario del cuarto número. Octubre de 1889
- Un paseo por la tierra de los anamitas
- Historia de la cuchara y el tenedor
- La muñeca negra
- Cuentos de elefantes
- La galería de las máquinas
- La última página

- Datos: Q3205030
- Multimedia: La Edad de Oro / Q3205030